# Volkswagen ID.4
Volkswagen ID.4 — электромобиль от Volkswagen, он базируется на платформе Volkswagen Group MEB и стал первым кроссовером в электрической линейке марки. В платформе MEB аккумуляторная батарея расположена в полу автомобиля.
В 2021 году Volkswagen ID.4 стал победителем конкурса Всемирный автомобиль года.

## Описание
Машина создана на модульной платформе Volkswagen Group МЕВ (на ней же уже производится Škoda Enyaq iV). Компоновка этой платформы такова, что большая аккумуляторная батарея расположена под полом салона, за счёт чего на днище отсутствует массивный центральный тоннель. Это позволило немного увеличить пространство в салоне. 
Дизайн кроссовера ID.4 был стилистически унифицирован с моделью ID.3, хотя ID.4 имеет более объёмную компоновку кузова. Рельефность ей придаёт оригинальное оформление переднего бампера. Характерной особенностью дизайна является отсутствие традиционной радиаторной решётки. Вместо неё установлена тонкая декоративная полоска, соединяющая между собой узкие светодиодные фары.
Под передним бампером расположен воздухозаборник, за которым находится радиатор и система кондиционирования воздуха. Короткие свесы кузова и колёсная база в 2765 мм в сумме составляют длину в 4584 мм. Колёсные диски предлагаются в размерах от 18 до 21 дюйма.
Вместимость багажника составляет 543 литра, со сложенными задними сидениями — 1575 литров.
Цветовая гамма кузова ID.4 имеет 6 вариантов цвета. Помимо стандартных цветов, доступны окраски с контрастной чёрной или панорамной крышей, а также серебристыми рейлингами. 
ID.4 оснащается электродвигателем APP 310, который состоит из бесщёточного синхронного генератора с синхронным мотором, расположенным на задней оси. Двигатель выдаёт мощность от 109 до 150 кВт (148-204 л.с.; 146-201 л.с.) и крутящий момент до 310 Н·м, вращаясь со скоростью до 16 000 об/мин.

### Безопасность
В начале 2021 года Vokswagen ID.4 получил от Euro NCAP-Краш-тест пять из пяти возможных звёзд.

## Продажи
Производство Volkswagen ID.4 началось в 2020 году на заводах Volkswagen в Цвиккау, в Фошане (FAW-Volkswagen) и Аньтине (SAIC Volkswagen) в предместье Шанхая. Выпускаемые в Фошане ID.4 Crozz приблизительно идентичны производимым в Европе, а в Аньтине — ID.4 X, имея ту же колёсную базу почти на 3 см длиннее. В 2022 году должно начаться производство Volkswagen ID.4 и в США.
В Европе Vokswagen ID.4 можно заказать с января 2021 года. Первые ID.4 были поставлены клиентам в Нидерландах уже в декабре 2020 года. Цена на момент старта продаж начиналась с 40 000 евро. Первые 2.000 электромобилей предназначенные для США были распроданы в течение восьми часов. В Германии ID.4 стали поступать к покупателям в марте 2021 года. В апреле 2021 года представили премиальную модель GTX, цена которой начиналась от 50 000 евро, заказать её стало возможным в мае 2021 года.

### Производство
| Год   | Количество | Источник |
| ----- | ---------- | -------- |
| 2020  | 6487       | [ 11 ]   |
| 2021  | 134 319    | [ 12 ]   |
| Всего | 140 806    |          |

## Технические характеристики
| Модификация      | Годы производства | Ёмкость батареи, полная / полезная кВт⋅ч | Привод | Мощность, кВт   | Крутящий момент, Н⋅м | Разгон 0-100 км/ч, с | Максимальная скорость, км/ч | Запас хода, км (цикл WLTP) | Зарядка постоянным током, кВт | Бортовая зарядка переменным током, кВт |
| ---------------- | ----------------- | ---------------------------------------- | ------ | --------------- | -------------------- | -------------------- | --------------------------- | -------------------------- | ----------------------------- | -------------------------------------- |
| Pure             | 02/2021 -         | 55 / 52                                  | ЗП     | 109 (148 л. с.) | 220                  | 10,9                 | 160                         | 345                        | 50 (опц. 100)                 | 7,2                                    |
| Pure Performance | 01/2021 -         | 55 / 52                                  | ЗП     | 125 (170 л. с.) | 310                  | 9,0                  | 160                         | 343-346                    | 125                           | 7,2                                    |
| Pro              | 2021 -            | 82 / 77                                  | ЗП     | 128 (174 л. с.) | 235                  |                      | 160                         | 520                        | 125                           | 11                                     |
| Pro Performance  | 08/2020 -         | 82 / 77                                  | ЗП     | 150 (204 л. с.) | 310                  | 8,5                  | 160                         | 508-522                    | 125                           | 11                                     |
| GTX              | 05/2021 -         | 82 / 77                                  | 4Х4    | 220 (299 л. с.) | 460                  | 6,2                  | 180                         | 482                        | 125                           | 11                                     |

## Галерея
| - Вид сзади - Салон - Volkswagen ID.4 GTX - Volkswagen ID.4 X (немного более длинный китайский вариант) - Volkswagen ID.4 X, вид сзади - Volkswagen ID.4 Crozz и Volkswagen ID.4 X |